# Logan Allen
Logan Allen (Altamonte Springs, Florida, 5 de septiembre de 1998) es un jugador profesional estadounidense de béisbol que se desempeña en la posición de lanzador en Cleveland Guardians, equipo de las Grandes Ligas de Béisbol (MLB).

## Carrera
Fue seleccionado en la segunda ronda en el Draft de la MLB de 2020. En 2023 hizo su debut profesional con el equipo Cleveland Guardians, donde lleva jugando una temporada.